# Krásný Les (Liberec)
Krásný Les è un comune della Repubblica Ceca facente parte del distretto di Liberec, nella regione omonima.